# Чемен
Чемен (каз. рзд. Шемен) — разъезд в Меркенском районе Жамбылской области Казахстана. Входит в состав Таттинского сельского округа. Код КАТО — 315447700.

## Население
В 1999 году население разъезда составляло 63 человека (31 мужчина и 32 женщины). По данным переписи 2009 года, в разъезде проживало 39 человек (22 мужчины и 17 женщин).